# Nicolas Boileau
Nicolas Boileau, eigenlijk Nicolas Boileau-Despréaux (Parijs, 1 november 1636 – aldaar, 13 maart 1711), was de vijftiende zoon van een griffier aan het Parlement van Parijs. Zijn twee bekendste broers zijn Gilles en Jacques Boileau. Nicolas is vooral bekend geworden als dichter, schrijver, criticus en vanwege zijn leidersrol in een groot literair dispuut tussen twee tegengestelde stromingen aan het eind van de 17e eeuw, dat bekend is geworden als strijd tussen de klassieken en de modernen.

## Biografie
Nadat Boileau eerst rechten had gestudeerd en bij Jacques Cujas en Andrea Alciato als advocaat in dienst was getreden, besloot hij tot grote schaamte van zijn familie om dit werk op te geven. Hij ging daarna eerst aan de Sorbonne theologie studeren en vervolgens begon hij met een studie scholastiek, maar met geen van deze studies had hij veel succes. Ten slotte besloot Boileau zich helemaal toe te leggen op het scheppen van literatuur en in het bijzonder het schrijven van satires.
In 1677 werd Boileau benoemd tot koninklijke geschiedschrijver, en vanaf dat moment nam zijn productiviteit op literair gebied af. Nadat hij met zijn werken veel tijdgenoten tegen zich in het harnas had gejaagd, werd hij pas op 15 april 1684 op verzoek van de koning toegelaten tot de Académie française. In 1687 trok hij zich terug op het landgoed Auteuil-Neuilly-Passy, waar hij een huis had gekocht. In 1705 keerde hij terug naar Parijs en leefde daar enige tijd binnen de kloosters van de Notre Dame.
Boileau stond lange tijd bekend als "de wetgever van de Franse Parnassus". In zijn eigen werk heeft hij een aantal regels voor met name de Franse dichtkunst definitief vastgelegd. Boileau was een groot bewonderaar van Molière, La Fontaine en Racine. In de omgang was hij een zachtaardig en oprecht iemand en volgens zijn tijdgenoot de markiezin van Sévigné "alleen in zijn versregels een echte wreedaard".

## Literaire producties
Boileau schreef zijn eerste literaire werk, Les Satires, tussen 1660 en 1668. Dit werk bestond uit negen afzonderlijke satires waarin het werk van enkele tijdgenoten zoals Jean Chapelain, Philippe Quinault en Georges de Scudéry werd gehekeld en was vooral gebaseerd op het klassieke werk van Horatius en Juvenalis en het eigentijdse werk van Molière. Het werk werd door velen enthousiast ontvangen, maar door bijvoorbeeld Charles Cotin fel bekritiseerd vanwege de tactloze manier waarop Boileau over het werk van zijn collega's sprak.
Boileaus tweede bundel, Les Épîtres, verscheen tussen 1669 en 1695. Dit werk was in een kalmere, meer weloverwogen stijl geschreven dan Les Satires, en wordt dan ook in het algemeen beter gewaardeerd. In 1674 vertaalde Boileau het werk Over het verhevene van Pseudo-Longinus en maakte hij een begin met wat als zijn meesterwerk wordt beschouwd, L'Art poétique en Le Lutrin. Het eerste werk was een imitatie van Horatius' Ars poetica, en het tweede was een parodie op het heldendicht-genre, waaruit de Engelse dichter Alexander Pope later inspiratie heeft geput voor zijn eigen werk The Rape of the Lock.
Tussen 1677 en 1687 schreef Boileau de satire Sur les femmes, de ode Sur la prise de Namur, de epistels A mes vers en Sur l'amour de Dieu en de satire Sur l'homme. Rond 1705 verscheen zijn twaalfde en laatste satire Sur l'équivoque, die een aanval op de Jezuïeten bevatte. De betreffende religieuze orde kreeg het echter voor elkaar dat koning Lodewijk XIV de publicatie van dit werk verbood. Volgens sommigen heeft Boileaus ergernis met betrekking tot deze affaire zijn dood in de hand gewerkt.
- Bibsys: 90218645
- Biblioteca Nacional de España: XX1642313
- Bibliothèque nationale de France: cb120405448 (data)
- Catàleg d'autoritats de noms i títols de Catalunya: 981058521357006706
- CiNii: DA01911262
- Digitale Bibliotheek voor de Nederlandse Letteren: boil003
- Gemeinsame Normdatei: 118512986
- International Standard Name Identifier: 0000 0004 0281 7719
- Library of Congress Control Number: n83056477
- Nationale Bibliotheek van Letland: 000107357
- MusicBrainz: 735e9a86-7e67-4cac-8a5f-d7cff03dc34c
- Bibliotheek van het Japanse parlement: 00463472
- Nationale Bibliotheek van Tsjechië: jn19981000300
- Nationale bibliotheek van Australië: 35019930
- Nationale Bibliotheek van Israël: 987007274685005171
- Nationale Bibliotheek van Polen: a0000001212138
- Nationale en Universitaire bibliotheek Zagreb: 000054048
- Nederlandse Thesaurus van Auteursnamen: 068445504
- Réseau des bibliothèques de Suisse occidentale: 02-A003019649
- Istituto Centrale per il Catalogo Unico: SBLV206797
- LIBRIS: 205899
- SNAC: w6474dpx
- Système universitaire de documentation: 028603001
- Trove: 794220
- Union List of Artist Names: 500314610
- Virtual International Authority File: 299253454
- WorldCat: E39PBJwRTdvJ6kKXbYcDBRxCcP